# 千葉節子
千葉 節子（ちば せつこ、Setsuko Chiba）は日本の詩人、美術家、ポエトリーアートパフォーマー、作家。青山学院大学卒業。2025年、トルコの「ルーメンアートギャラリー国際コンテスト」クラティオ・マグナ賞、並びに、イマージング・ヴィオトュル―ソ賞を受賞。2024年「英国ドアドムギャラリー・国際アートプライズ」サードプレイス・アーティスト。オナラブルメンションと芸術的卓越性の証明書を授与。2023年米国アートコライドヴィジュアルアート国際コンクール・ファイナリストアーティスト。2022年英国アルパインフェローシップ国際コンクールヴィジュアルアート部門ショートリステドアーティスト。2018年、2021年、白河市総合美術展覧会写真部門グランプリ他を受賞。
演劇的、且つ、現代アート的なポエトリーリーディングのアートパフォーマンスをはじめ、多彩な芸術活動を展開。詩の視覚芸術化の発展を目的に、自らのパフォーマンスポエトリーの世界を確立した。

## 略歴
青山学院大学出身。卒業後、毎日新聞特集版編集部記者、エッセイスト等文筆業に従事。写真家、池尻清との文学とヴィジュアルアートのプロジェクト、Setsuko Icon / POETGRAPHOLLIA等、写真や海外のファッション誌のモデル業にも携わる。白河市依嘱作家。
アメリカのニューヨーク、イースト・ヴィレッジでデビューし、ビート・ジェネレーション詩人のアレン・ギンズバーグや写真家のロバート・フランク、ホイットニー美術館のキュレーター、トム・ドノヴァン、リヴィングトンスクールの創立者で写真家、アーティスト、ディレクターのトヨ・ツチヤ等と邂逅する。ホッピー神山が音楽を担当したCDのリリース後、フランスのパリに渡り、パリの音楽会社、スパラックスより日英仏語のCDを、フランス人ミュージシャン、ジャン・フランソワ・ポヴォロスの音楽でリリースする他、ニューヨークのラ・ママ・ラ・ギャラリア、セントマークス・チャーチ、ニューヨリカン・ポエトリーカフェ、ナント・アートフェスティヴァルや在フランス日本大使館公演等国内外で活動。ニューヨークのアート財団のニュースレターや全米読売新聞に記事が掲載される他、当時、グルノーブル大学美学部教授でもあったフランス人評論家、ローラン・ジュリエにより活動と作品がアート誌、レヴュー・エ・コリジェに紹介される。
帰国後、ポエトリーリーディングを総合芸術に高める活動に従事。「千葉節子のポエトリーライヴ/愛することの深き夜」を５年連続東京渋谷のアップリンクファクトリーで行い、詩の視覚芸術化の発展に寄与することを目的にした自らのパフォーマンスポエトリーの世界を確立した。パフォーマンス会場にはモデルで女優の山口小夜子等の文化人も訪れ、活動をドキュメンタリー番組にした「天使・千葉節子」が、パーフェクTVにより放映される。レジリエンスをテーマに、コンセプチャルな写真をツールにした作品やインスタレーションの現代アートを制作して発表し、2018年、日仏友好160年周年記念、ジャポニスム2018に招待展覧会で参加する等、アーティストとして総合的に活動。
2014年10‐11月、市民のための横浜トリエンナーレ招待展覧会「Setsuko Icon / POETGRAPHOLLIA / 惑星天使」をはじめ、文学とビジュアルアートと写真のコラボレーションプロジェクト、Setsuko Icon / POETGRAPHOLLIAをギャラリーや国内外のメディアを通して発表し、詩の発展と可能性に従事する。
2021年、コロナ禍による困窮者救済と医療従事者支援を目的にアメリカウィスコンシン州の出版社より発売された世界５２か国の詩人による詩集に寄稿。
2022年、英国アルパインフェローシップによる国際コンクール、ヴィジュアルアート部門で2000人のエントリーの中からショートリステドアーティストに選ばれる。
2023年、作詞を担当したニューヨーク在住のミュージシャンとコラボレーションした歌が、アメリカ合衆国著作権局に登録される。
2023年、米国「アートコライドヴィジュアルアート国際コンクール」において、又、同じく米国「ウーマン・イン・アート国際ヴィジュアルアートコンクール」においてファイナリストに選ばれる。

環境問題に関心を持ち、東京大学教授でNIRA大来政策研究所賞を受賞した開発経済学者で長年の友人である不破信彦と共に、アフリカの砂漠化救済を目的にした植林運動に参加している。